# Tatjana Łysienko
Tatjana Wiktorowna Łysienko, Biełoborodowa (ros. Татьяна Викторовна Лысенко; ur. 9 października 1983 w Batajsku) – rosyjska lekkoatletka specjalizująca się w rzucie młotem, uczestniczka igrzysk olimpijskich w Londynie, mistrzyni świata, była rekordzistka świata.
W 2004 roku odpadła w eliminacjach podczas igrzysk olimpijskich w Atenach. Łysienko przebiła się do czołówki zawodniczek w rzucie młotem latem 2005 roku. 15 lipca 2005 pobiła rekord świata Rumunki Mihaeli Melinte wynikiem 77,06 m. Miesiąc później musiała jednak zadowolić się tylko brązowym medalem mistrzostw świata. 12 czerwca 2006 rekord świata odebrała jej koleżanka z reprezentacji Gulfija Chanafiejewa. Niecałe dwa tygodnie później Łysienko znowu rzuciła najdalej – 77,80. Nowy rekord uzyskała w maju 2007 w Soczi – 78,61. Rezultat ten został jednak później anulowany z powodu stosowania niedozwolonych środków i rekordem świata był wówczas rezultat Łysienko z Tallinna (77,80). W 2006 zdobyła tytuł mistrzyni Europy wynikiem 76,67 m pokonując Chanafiejewą i Kamilę Skolimowską.
9 maja 2007 roku w Moskwie podczas badania poza zawodami wykryto u niej stosowanie środków dopingujących. Łysienko zrezygnowała z badania próbki B, co według przepisów oznacza przyznanie się do winy. Szef komisji antydopingowej rosyjskiego komitetu olimpijskiego stwierdził, że substancji nazwanej przez prasę S4 i blokującej produkcję żeńskich hormonów w organizmie, nie ma na liście zakazanych środków. Młociarka została zdyskwalifikowana na okres dwóch lat (15.7.2007 – 14.7.2009), a także anulowano wszystkie jej rezultaty uzyskane od dnia wykrycia dopingu w jej organizmie.
W 2010 zdobyła srebro mistrzostw Europy, a rok później została mistrzynią świata. Zdobyła złoto igrzysk olimpijskich w Londynie, ustanawiając nowy rekord olimpijski (78,18).
W 2013 roku podczas mistrzostw świata w Moskwie obroniła mistrzowski tytuł ustanawiając rekord Rosji 78,80 m, lecz medal został jej odebrany w 2019 roku przez stosowanie przez nią dopingu w latach 16.07.2012-02.07.2016 i przyznany wicemistrzyni świata z tamtego konkursu Anicie Włodarczyk.
W październiku 2016 roku w oficjalnym raporcie MKOl pozbawiono ją złotego medalu Igrzysk w Londynie za stosowanie niedozwolonego środka – turinabolu.
Rekord życiowy: 78,51 (6 lipca 2012, Czeboksary), 6. wynik w historii światowej lekkoatletyki.
Zamężna ze swoim trenerem Nikołajem Biełoborodowem. 14 lutego 2015 urodziła syna Makarija.

## Osiągnięcia
| Rok  | Impreza                                          | Miejsce              | Pozycja           | Wynik |
| ---- | ------------------------------------------------ | -------------------- | ----------------- | ----- |
| 2003 | Młodzieżowe mistrzostwa Europy                   | Bydgoszcz            | 5. miejsce        | 64,48 |
| 2003 | Uniwersjada                                      | Daegu                | 5. miejsce        | 62,04 |
| 2003 | Światowe igrzyska wojskowych                     | Katania              | 3. miejsce        | 56,50 |
| 2004 | Igrzyska olimpijskie                             | Ateny                | el. – 19. miejsce | 66,82 |
| 2005 | Mistrzostwa świata                               | Helsinki             | 3. miejsce        | 72,46 |
| 2005 | Światowy finał lekkoatletyczny IAAF              | Szombathely          | 4. miejsce        | 72,34 |
| 2006 | Superliga pucharu Europy                         | Malaga               | 1. miejsce        | 76,50 |
| 2006 | Mistrzostwa Europy                               | Göteborg             | 1. miejsce        | 76,67 |
| 2006 | Puchar świata                                    | Ateny                | 2. miejsce        | 74,44 |
| 2007 | Zimowy puchar Europy w rzutach lekkoatletycznych | Jałta                | 2. miejsce        | 72,05 |
| 2009 | Mistrzostwa świata                               | Berlin               | 6. miejsce        | 72,22 |
| 2010 | Superliga drużynowych mistrzostw Europy          | Bergen               | 2. miejsce        | 70,21 |
| 2010 | Mistrzostwa Europy                               | Barcelona            | 2. miejsce        | 75,65 |
| 2010 | Puchar interkontynentalny                        | Split                | 1. miejsce        | 73,88 |
| 2010 | DécaNation                                       | Annecy               | 1. miejsce        | 72,95 |
| 2011 | Zimowy puchar Europy w rzutach                   | Sofia                | 1. miejsce        | 73,70 |
| 2011 | Superliga drużynowych mistrzostw Europy          | Sztokholm            | 2. miejsce        | 71,44 |
| 2011 | Mistrzostwa świata                               | Daegu                | 1. miejsce        | 77,13 |
| 2011 | DécaNation                                       | Nicea                | 1. miejsce        | 74,17 |
| 2012 | Zimowy puchar Europy w rzutach                   | Bar                  | 2. miejsce        | 72,87 |
| 2012 | Igrzyska olimpijskie                             | Londyn               | DSQ               | 78,18 |
| 2013 | Zimowy puchar Europy w rzutach                   | Castelló de la Plana | DSQ               | 71,54 |
| 2013 | Mistrzostwa Świata                               | Moskwa               | DSQ               | 78,80 |

## Odznaczenia
- Order Przyjaźni (13 sierpnia 2012) – za wielki wkład w rozwój kultury fizycznej i sportu, wysokie osiągnięcia sportowe na zawodach XXX Olimpiady 2012 roku w mieście Londynie (Wielka Brytania)[8]